# Danmarks Museum for Lystsejlads
Danmarks Museum for Lystsejlads (deutsch Dänemarks Museum für Segelsport) ist ein maritimes Technik-Museum in Svendborg, das das maritime Kulturerbe und die Geschichte der Freizeitschifffahrt in Dänemark darbietet.

## Aufgabe und Lage
Das Museum ist eine sich selbst tragende, nicht öffentlich geförderte Institution, die mehr als 150 Jahre Geschichte des Freizeitsegelns und des Segelsports in Dänemark vermittelt. Es ist das größte Museum seiner Art in Skandinavien und präsentiert u. a. Ausstellungsschiffe, Zeichnungen, Modelle und andere historische Stücke. Es befindet sich in einer Maschinenhalle der stillgelegten Svendborg Werft auf der kleinen Insel Frederiksø (Holmen) im Hafen von Svendborg. Die alte Schmiede beherbergt eine Ausstellung, Aktivitäten, Café, Lounge-Bereich, die museumseigene Bibliothek, Aktivitäten für Kinder wie z. B. Schatzsuche und eine Werkstatt, in der Boote regelmäßig von Freiwilligen restauriert werden. Das Museum verfügt zudem über eine Flotte restaurierter und segelklarer Boote und Yachten an einem Steg in unmittelbarer Nähe zur Ausstellungshalle im Hafen.

## Geschichte

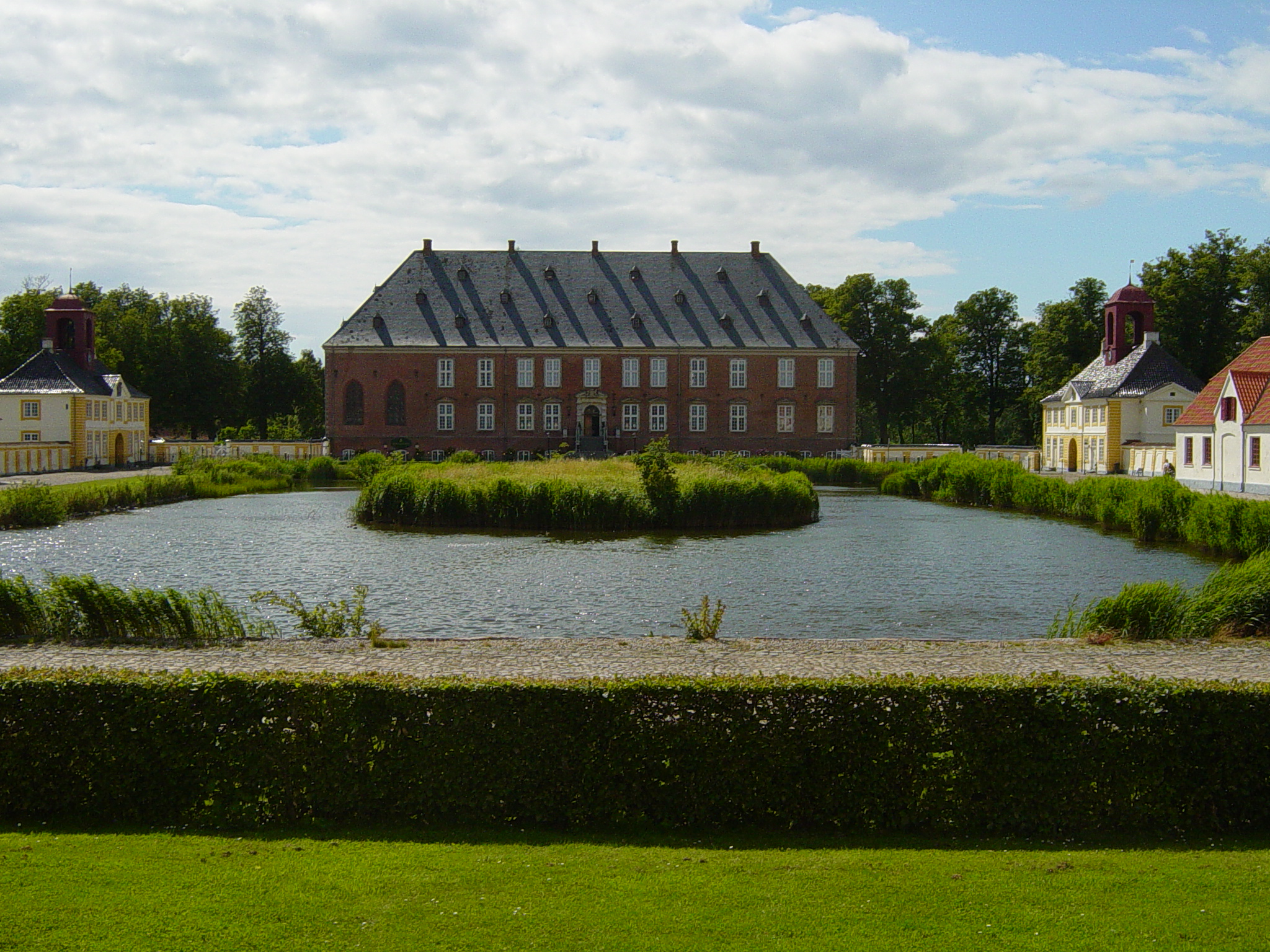
Valdemars Slot, Standort des Museums von 1996 bis 2016

Der Segler Bent Aarre, Autor von mehr als 30 Büchern über das Segeln, ergriff 1990 zusammen mit dem Club "Piraterne" die Initiative zur Gründung des Trägervereins des Museums.
Königin Margrethe II. und Prinz Henrik (1934–2018) eröffneten gemeinsam am 6. Juni 1996 das Museum in Søndre Længe vor Valdemars Slot auf der Insel Tåsinge. Die Exponate wurden bis 2015 dort präsentiert. Die Sammlung des Sportbootmuseums füllte zuletzt ein Magazin, und nur ein kleiner Teil davon passte in die Ausstellungsräume. Rund 40 Fahrzeuge konnten in der Remise des Herrenhauses am Svendborgsund präsentiert werden.
Das Museum zog 2016 in eine stillgelegte Werfthalle auf die kleine Insel Frederiksø in Svendborg um. Die Eröffnung des neuen Räumlichkeiten war am 1. Mai 2016 von Salutschüssen begleitet. Nun steht dem Betreiberverein des Museums eine alte Werfthalle in der Nähe des Stadthafens zur Verfügung. Neben bislang nicht ausgestellten Booten wird ein Segelsimulator gezeigt. Dadurch soll der Besuch vor allem für Familien mit Kindern attraktiver werden. Zu erkennen ist das Museum an – mit neun Meter Länge – Dänemarks größtem Halbmodell, einen weißen Drachen im Maßstab 1:1, welcher die Fassade verziert.

## Ausstellung

### Boote im Originalzustand

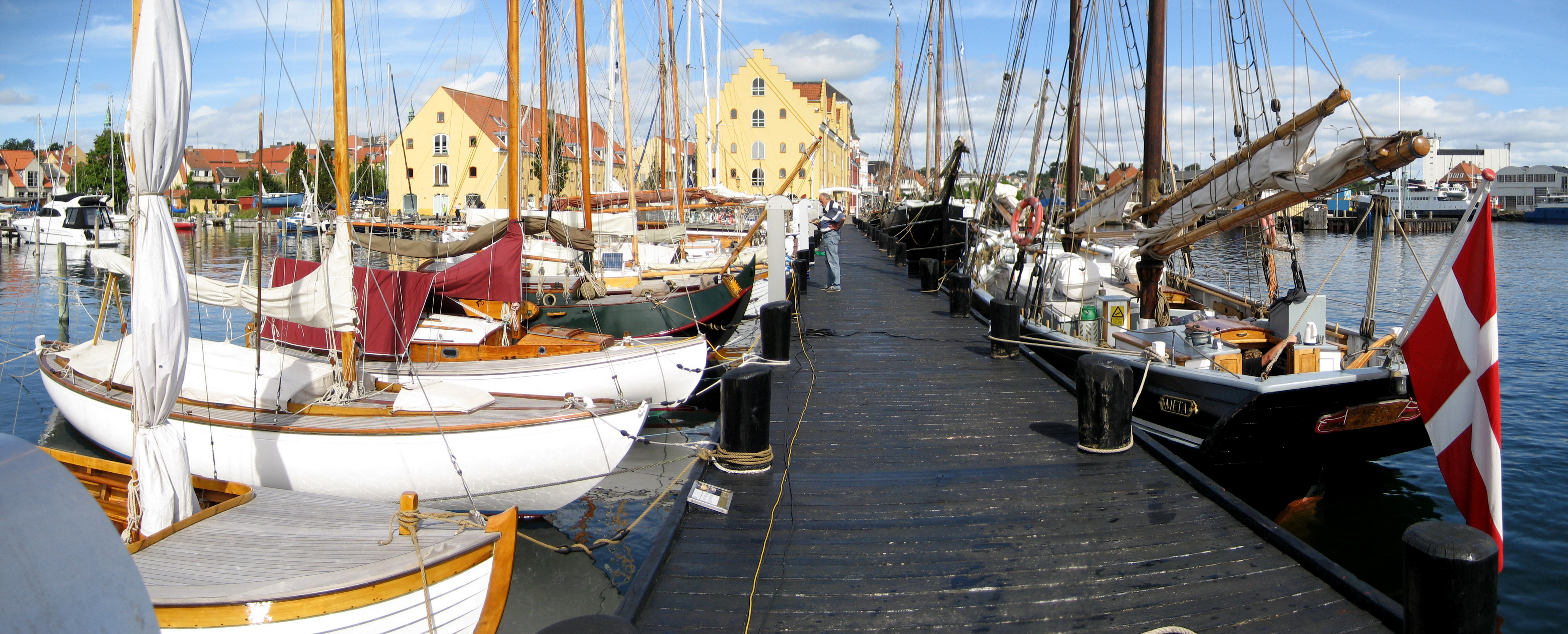
Museumsflotte Danmarks Museum for Lystsejlads

Das Museum zeigt neben Segelfahrzeugen aus neun Jahrzehnten im Original auch Kanus, Ruderjollen, Rennruderboote, Eissegelschlitten und Motorrennboote bis zum Riva-Boot, insgesamt etwa 40 Schiffe. Den Jollenbereich decken Boote wie ein Optimist und eine Moth ab, dazu kommen Kielboote wie das Starboot Leise 3261, Dänemarks kleinste Spitzgatter-Yacht Bette Ole mit nur 4 Metern Länge und die 18-Fuß-Yacht "Stormy II" (5,40 m), mit der der Däne Svend Billesbølle (1923–2013) zwischen 1988 und 1995 zweieinhalbmal um die Welt segelte.
Neben den Yacht-Konstruktionen aus dem skandinavischen Raum zeigt das Museum auch andere Entwürfe wie das 1927 gezeichnete Internationale 14-Fuß-Dinghy des britischen Seglers und Yachtkonstrukteurs Uffa Fox.
Seit 2016 ist die 1898 gebaute Pinasse „Meteor“ (größeres Beiboot) der kaiserlichen Rennyacht Meteor des deutschen Kaisers Wilhelm II. ausgestellt.

### Bootsmotore
Neben den Booten im Original runden die ausgestellten Bootsmotoren gerade auch aus der Anfangszeit der Sportschifffahrt die Präsentation ab.

### Yachtausrüstung
Wichtige Element sind viele kleine Gegenstände: Yachtausrüstung von Navigationsmitteln bis zur Bordtoilette. Dazu kommen Einzelstücke wie Paul Elvstrøms Stoppuhr, mit der er mit 20 Jahren seine erste Goldmedaille bei den Olympischen Spielen 1948 in London (Torquay) in der Bootsklasse: Firefly gewann.

### Museumsflotte
Die museumseigene segelklare Museumsflotte ist an der Sejlskibsbro (deutsch Segelschiffsbrücke) gegenüber dem Museum zu sehen, während das Flaggschiff des Museums „Runa“, eine gaffelgetakelte 7mR-Yacht von 1909 in Skovshoved liegt. Zur Museumsflotte gehört der seit 2018 restaurierte und segelfähige erste „Spækhugger“ aus dem Jahr 1969.